# Yrybucua
Yrybucua é uma cidade do Paraguai, Departamento San Pedro.

## Transporte
O município de Yrybucua é servido pelas seguintes rodovias:
- Ruta 10, que liga a cidade de Villa del Rosario (Departamento de San Pedro). ao município de Salto del Guairá (Departamento de Canindeyú).
- Caminho em pavimento ligando o município a cidade de Capiibary[1][2][3]